# Tapferkeitsmedaille (Russland)
Das Aussehen der Medaille „Für Tapferkeit“ (russisch Медаль «За отвагу») wurde nahezu unverändert von der Tapferkeitsmedaille der Sowjetunion übernommen, als sie am 2. März 1994 von Russland wieder eingeführt wurde. Nur die Inschrift СССР ist vom Avers getilgt worden.
Für die Zeit ab dem 1. September 2014 wurden Verleihungen an Soldaten und Einheiten bekannt, welche gemäß Berichten am Krieg in der Ukraine seit 2014 beteiligt waren.